# 榎徹
榎 徹（えのき とおる、1959年2月4日 -  ）は、大分県佐伯市出身の実業家。
株式会社大分フットボールクラブ（Jリーグ・大分トリニータ運営会社）取締役、ならびにJリーグ監事。

## 経歴
大分県立佐伯鶴城高等学校・九州大学法学部を経て、1982年に大分県職員に採用される。2008年開催のチャレンジ!おおいた国体では国体局・競技式典課主幹（式典担当）として運営に携わった。その後は商工労働部・雇用人材育成課参事、企画振興部文化スポーツ振興課長、東部振興局長などの役職を歴任した。
2016年1月にJリーグ・大分トリニータの運営会社である株式会社大分フットボールクラブの代表取締役に就任。なお就任が決まったのはリリースの1日前であった。2009年に発覚した経営危機からの再建中で、チームもJ3リーグに降格した直後での就任となったが、2019年6月にファンド株の買戻しを完了し、経営再建を完了させた。
2020年3月12日、Jリーグ理事（非常勤）に選任されたことが発表された。2023年1月1日付で監事に異動。
2023年1月17日、大分FC代表取締役を退任し取締役へと異動、後任の代表取締役には常務取締役を務めていた小澤正風が就任した。